# SMS S 23
S 23 – niemiecki niszczyciel z okresu I wojny światowej. Jedenasta jednostka typu S 13. Po wojnie pozostał pod banderą niemiecką. Pełnił rolę jednostki szkolnej i poławiacza torped. W 1939 roku otrzymał nową nazwę "Komet" i został przystosowany do kierowania okrętem-celem "Hessen". W 1945 roku przekazany ZSRR.